# Litopterna
Los litopternos (Litopterna) son un orden extinto de mamíferos placentarios meridiungulados que vivieron exclusivamente en el Cenozoico de Sudamérica y luego, hace unos 55 millones de años, algunas familias de dicho orden llegaron a poblar la Antártida. Estos animales desarrollaron marcadas analogías con otros grupos de mamíferos herbívoros en un notable ejemplo de convergencia evolutiva. Algunas especies dieron formas semejantes a los équidos. Su nombre, Litopterna, hace referencia a la constitución de sus patas; significa "tobillos simples", ya que a su descubridor le parecieron más sencillos que los de los caballos, con cuyos antepasados fueron confundidas las primeras especies descubiertas.
Muchas familias desaparecieron en el Plioceno, después de haberse restablecido la conexión con Norteamérica, ya que estuvieron expuestos a la competencia con sus equivalentes ecológicos y predadores más avanzados del norte. Las últimas especies desaparecieron hace 8500 años en el evento de extinción de megafauna del Cuaternario, después de establecerse el hombre.

## Generalidades
Sudamérica era una isla-continente aislada, con climas muy diversos y condiciones cambiantes propicias para la radiación evolutiva. Los litopternos ocuparon los nichos ecológicos de los herbívoros ramoneadores de Laurasia. Macrauchenia evolucionó a formas similares a los camélidos, mientras que otros géneros, como Thoatherium, desarrollaron formas sorprendentemente similares a los caballos, con los que, en ambos casos, no están emparentados; primero se convirtieron en digitígrados y luego en ungulígrados con alargamiento del dedo central y reducción de los laterales, con un género, Thoatherium con los huesos vestigiales de los dedos reducidos más pequeños incluso que los de los caballos actuales. En cambio, la dentición quedó casi completa y los molares continuaron siendo de corona baja, aunque provistos de crestas.
Los litopternos evolucionaron en esas direcciones como consecuencia de su adaptación a la vida en las grandes llanuras sudamericanas del Mioceno.
El orden de los litopternos alcanzó renombre en los principios de la paleontología por proporcionar los casos más famosos y más estudiados de convergencia evolutiva entre animales de los continentes-isla, Australia y Sudamérica, aislados durante mucho tiempo en la Era Terciaria del Continente Mundial (África-Eurasia-Norteamérica).
En Sudamérica, Thoatherium, Diadiaphorus y Macrauchenia tenían otro predador ejemplo de convergencia evolutiva, el "lobo" marsupial del Mioceno Borhyaena. Otros mamíferos del orden de los notoungulados evolucionados en Sudamérica completaban la fauna: toxodontos, que eran parecidos a hipopótamos, homalodoterios que se parecía a los calicoterios, tipoterios que parecían conejos y en los primeros tiempos, piroterios que eran similares a mastodontes y tapires.
Los litopternos, junto con los piroterios y los notungulados emergieron en el Eoceno pero, mientras que los piroterios parece que no sobrevivieron más allá del principio del Oligoceno, los otros dos grupos vivieron en Sudamérica durante todo el Terciario. Los litopternos, junto con algunas especies de astrapoterios y de marsupiales didélfidos han sido encontrados en estratos del Eoceno medio de la isla Seymour, en James Ross Land, al este de la península antártica.
Análisis de secuencias de colágeno obtenidas del notoungulado Toxodon y del litopterno Macrauchenia dieron como resultado que los ungulados nativos de Suramérica conforman el grupo hermano de los perisodáctilos, lo que los convierte en ungulados verdaderos y miembros de los laurasiaterios.

## Características

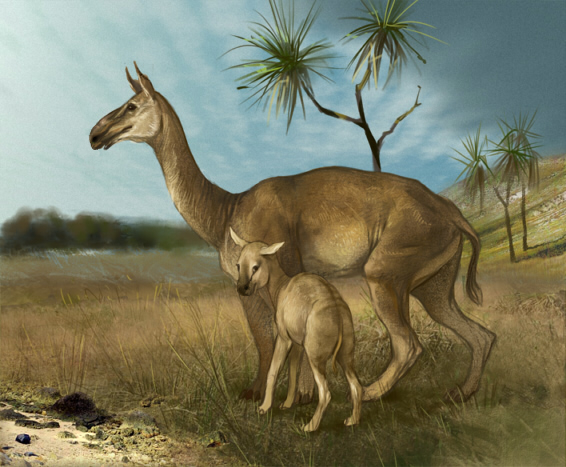
Macrauchenia patachonica.

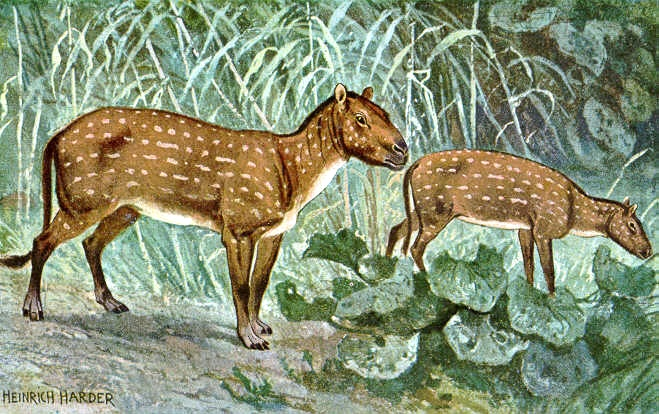
Caballo litopterno de la familia Notonychopidae.

La radiación adaptativa de los ungulados paleocenos de América del Sur fue precoz y rápida, lo que dificulta encontrar un modelo filogenético suficientemente explicativo. Procedentes de pequeños y primitivos animales herbívoros sin competidores, evolucionaron independientemente y aislados del resto de los ungulados durante casi todo el extenso periodo del Cenozoico. Los litopternos evolucionaron hacia formas típicas de herbívoros actuales y aún fósiles, con los que no están emparentados, lo que ha creado numerosas confusiones. De formas muy variadas, constituidos especialmente por animales con pezuña o cascos, algunos dieron formas semejantes a los caballos. Macrauchenia evolucionó a formas análogas a los camélidos.
Muchas especies de perisodáctilos arcaicos fósiles, tienen su réplica litopterna cronológicamente anterior. Los litopternos Notonychopidae y Proterotheriidae primero se convirtieron en digitígrados y luego en ungulígrados con alargamiento del dedo central y reducción de los laterales, primero a tres como en los calicoterios (perisodáctilos ceratomorfos) y más tarde a uno solo (Thoatherium).
El género Deuterotherium fue contemporáneo de los piroterios y Prolicaphrium de los litopternos macroquénidos. El que alcanzó mayores dimensiones fue Diadiaphorus, de la formación Santacruceña, en Argentina, que tenía la talla de un guanaco.
Los litopternos son, en su mayor parte, animales semejantes a los caballos, a los jiráfidos o a los camellos. Sus dientes son, por lo general, más sencillos que los de los ungulados de otros lugares; la dentadura seguía siendo completa y el intersticio o diastema entre los dientes anteriores y las muelas no estuvo nunca tan desarrollado.
Las patas y los pies guardan a veces un impresionante parecido con los de los perisodáctilos. Los litopternos presentan la misma tendencia a reducir la longitud del miembro anterior y a alargar el miembro posterior. Los dedos ungulados también se reducen a tres o a uno, y es el tercer dígito el que soporta el peso del cuerpo.
Sin embargo, existen algunas diferencias. El radio y el cúbito, y la tibia y el peroné de las extremidades delanteras y traseras, no estaban fundidos como en los caballos, y los huesos del tobillo eran menos complejos, el nombre litopterna hace referencia a este hecho, significa "tobillos sencillos".

## Clasificación
El orden de los litopternos se clasifica, según McKenna & Bell:

### Orden Litopterna†

#### Familia Protolipternidae†
- Protolipterna ellipsodontoides†
- Miguelsoria parayirhunor†
- Asmithwoodwaria†

### Superfamilia Macrauchenioidea†

#### Familia Macraucheniidae†
- Subfamilia Sparnotheriodontinae†

- Victorlemoinea†

- Subfamilia Cramaucheniinae†
- Subfamilia Macraucheniidae†

- Macrauchenia†

#### Familia Adianthidae†
- Subfamilia Indaleciinae†
- Subfamilia Adianthinae†

### Familia Proterotheriidae†
- Subfamilia Anisolambdinae†
- Subfamilia Proterotheriinae†

## Diversidad

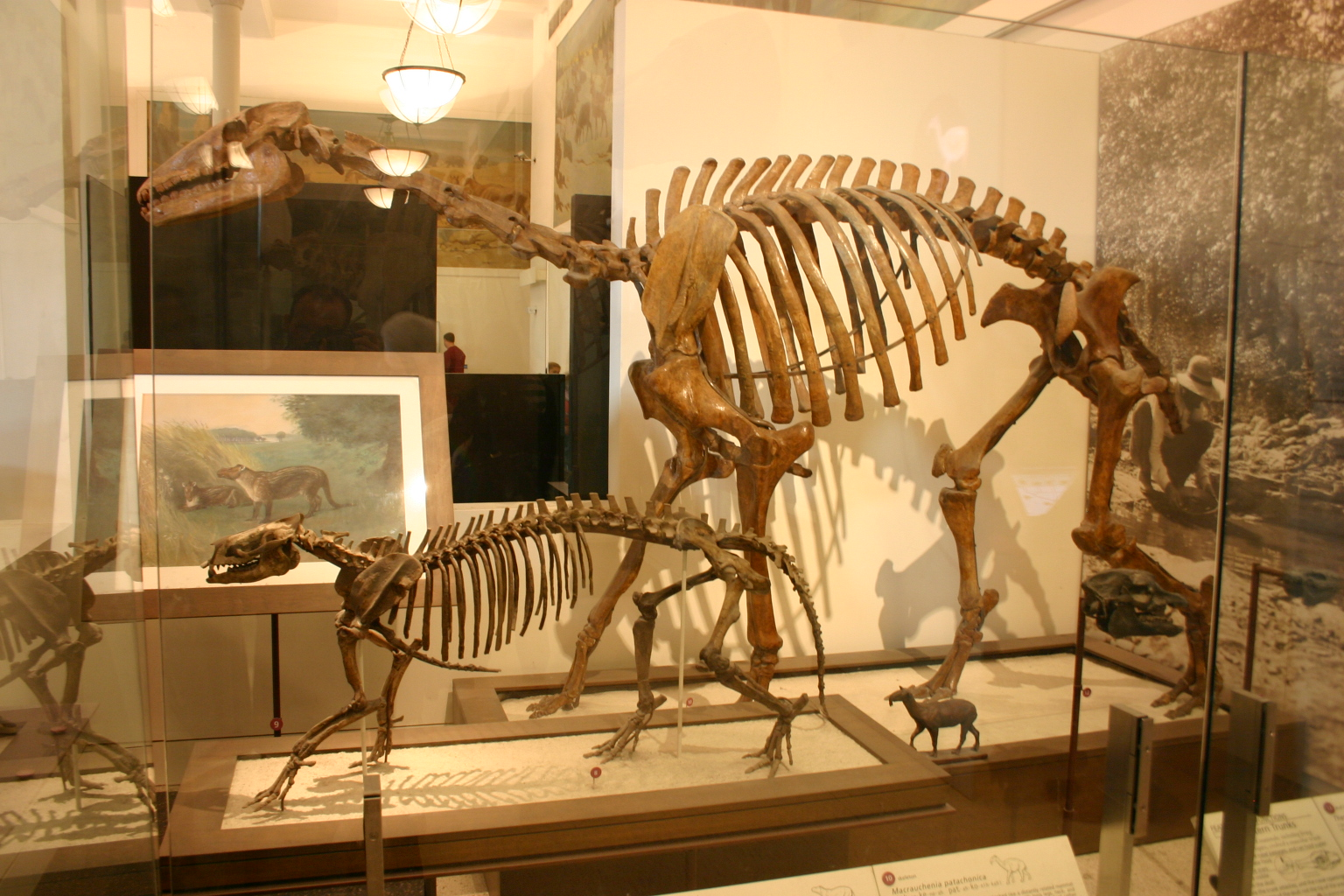
Macrauchenia patachonica y el pequeño en comparación Phenacodus primaevus.

- Familia Protolipternidae - incertae sedis
- Familia Adianthidae

Está constituida por formas pequeñas de estructuras generalizadas o primitivas sin especializar, características del Oligoceno. Las cuatro especies más antiguas descubiertas hasta ahora son: Picturotherium migueli , Lambdaconus lacerum, Tetramerorhinus prosistens y Tetramerorhinus fleaglei del Oligoceno.
- Familia Notonychopidae

Notonychops con dentición selenodonta y con caracteres más primitivos, como la dentición preselenodonta: Wainka que presenta evidencias del desarrollo de caracteres selenodontos y Requisia vidmari, que se considera el más primitivo representante del orden Litopterna.
- Familia Proterotheriidae

Animales muy pequeños que por su aspecto y sus proporciones eran caballitos en miniatura, como ocurrió después paralelamente entre los équidos arcaicos. Los proteroterios tenían un dedo muy grande en cada pie, y dos laterales muy pequeños que no tocaban al suelo, algo similar a lo que ocurre en las patas traseras de los jabalíes actuales. En Thoatherium la sobrecaña ósea de sus dedos era incluso más pequeña que la de los Equus actuales. Otros cambios, como la estructura de las articulaciones, en tamaños menores y tipología de la dentadura seguían otras pautas. Thoatherium, por ejemplo en otros aspectos, como la alzada y la dentadura es uno de los más pequeños y la dentición se mantuvo casi completa y los molares continuaron siendo de corona baja, aunque provistos de crestas. Proterotéridos con dentadura más evolucionada y adaptada a pastar, son Tetramerorhinus cingulatum y Diadiaphorus caniadensis.
- Familia Macraucheniidae

Macrauchenia fue un género reciente de litopterno (del Pleistoceno); era un animal más robusto y corpulento que un caballo, de miembros largos, con tres dedos en cada pie, como los tapires, un cuello largo como el de una jirafa, cuyo nicho ecológico iba a ocupar con formas intermedias que recuerdan al okapi y un cráneo pequeño y provisto, en vida, con una larga trompa parecida a la del elefante. Macrauchenia tiene la fosa nasal anterior con la forma de una abertura elíptica colocada arriba, hacia la mitad del cráneo, el cual, adelante de la mencionada fosa, se extiende formando techo convexo continuo hasta el borde alveolar de los incisivos, lo que constituye una conformación única en los mamíferos. Protheosodon, tiene la fosa nasal de forma normal. El género Theosodon del Mioceno santacruceño, Scalabrinitherium entrerriano y Promacrauchenia de la formación Araucana, representan estadios intermedios de Protheosodon hasta Macrauchenia del Pleistoceno. Macrauchenia, fue el único grupo que sobrevivió al gran intercambio americano. Desapareció en el Cuaternario después que el hombre poblara Sudamérica.

## Filogenia

Cladograma que muestra las posibles relaciones filogenéticas de Litopterna con otros grupos de mamíferos.